# گورکن گرازی
گورکن گرازی (نام علمی: Arctonyx collaris) نام یک گونه از تیره راسویان است.